# Léon Barsacq
Pour les articles homonymes, voir Barsacq.
Léon Barsacq est un chef décorateur de cinéma et un créateur de costumes français, né le 18 octobre 1906 à Féodosia, (Crimée, Russie) et mort le 23 décembre 1969  en son domicile dans le 11e arrondissement de Paris.

## Enfance
L'enfance de Léon Barsacq, né en Crimée, se déroule au bord de la Mer Noire où son père, Joseph, un ingénieur agronome français, d'une lignée terrienne issue des Landes, introduit de nouvelles techniques de traitement des vignobles. 
Le décès prématuré de son mari, à l'âge de 33 ans, oblige sa mère Olga, née dans une famille d'exilés politiques russes, à rentrer en France avec ses deux fils. Léon Barsacq sera toute sa vie très proche de son frère André Barsacq, de deux ans son cadet.
Tous deux choisissent de poursuivre une carrière artistique. André Barsacq deviendra l'un des premiers metteurs-en-scène français de théâtre de son temps, travaillant notamment avec Jean Anouilh, Marcel Aymé ou Françoise Sagan.

## Formation
À Paris, Léon Barsacq fait ses études au lycée Henri-IV, puis, à partir de 1922, à l’École nationale supérieure des arts décoratifs de Paris, section architecture. Il se passionne alors pour l'effort de rénovation dramatique conduit par Jacques Copeau. À la même époque, il se passionne aussi pour la section russe du Théâtre de l'Exposition Internationale de 1925 et pour les dernières saisons chorégraphiques et lyriques de la Compagnie de Serge Diaghilev et de son peintre Léon Bakst, proche de la famille Barsacq (oncle de sa belle-soeur Mila Kliatchko) 

## Carrière
De 1931 à 1938, il assiste Robert Gys et André Barsacq.
A ses débuts, Léon Barsacq collabore à divers films, tels que Chansons de Paris (1934) de Jacques de Baroncelli, Touche-à-tout (1935) de Jean Dréville, Le Coupable (1936) de Raymond Bernard. 
En 1938, Jean Renoir lui confie les décors de  La Marseillaise.
Léon Barsacq affine son style et séduit rapidement par ses créations d'atmosphères teintées d'une touche de fantaisie et par ses justes reconstitutions historiques dans Les Enfants du Paradis (1943) de Marcel Carné et dans Les Mystères de Paris (1943) de Jacques de Baroncelli. 
Fidèle parmi les fidèles de René Clair, il crée les décors de tous ses films depuis Le silence est d'or (1947) jusqu'aux Deux pigeons (1962). 
Créateur de génie sur des comédies, des drames ou des reconstitutions historiques, il signe l'atmosphère de nombreux films : Boule-de-suif (1945) de Christian-Jaque, L'Idiot (1946) de Georges Lampin, Pattes blanches (1948) de Jean Grémillon, Les Diaboliques (1955) d'Henri-Georges Clouzot ou Les aventures de Till l'espiègle (1955) de Gérard Philipe.
En 1962, il fut nommé aux Oscars pour le film Le Jour le plus long.
Il est l'auteur d'un ouvrage de référence, Le Décor de film : 1895-1969, paru en 1970 aux Éditions Seghers. Il enseigne le décor de cinéma à l'IDHEC jusqu'à sa mort.
Léon Barsacq est le père de l'acteur Yves Barsacq, né en 1931 et mort en 2015.

## Filmographie
- 1934 : Chansons de Paris
- 1935 : Touche-à-tout de Jean Dréville
- 1935 : La Marmaille de Dominique Bernard-Deschamps
- 1937 : Le Coupable de Raymond Bernard
- 1937 : Courrier sud de Pierre Billon
- 1937 : Yoshiwara de Max Ophüls
- 1938 : La Marseillaise de Jean Renoir
- 1938 : J'étais une aventurière de Raymond Bernard
- 1940 : Battement de cœur de Henri Decoin
- 1943 : Lumière d'été de Jean Grémillon
- 1943 : Les Mystères de Paris de Jacques de Baroncelli d'après Eugène Sue
- 1945 : Les Enfants du paradis de Marcel Carné
- 1945 : Boule de Suif de Christian-Jaque d'après Guy de Maupassant
- 1946 : L'Idiot  de Georges Lampin d'après Fiodor Dostoïevski
- 1947 : Le silence est d'or de René Clément
- 1948 : Les Dernières Vacances de Roger Leenhardt
- 1948 : Éternel Conflit de Georges Lampin
- 1949 : Pattes blanches de Jean Grémillon
- 1950 : Le Château de verre de René Clément
- 1951 : Deux sous de violettes de Jean Anouilh
- 1952 : Les Belles de nuit de René Clair
- 1952 : Violettes impériales de Richard Pottier
- 1952 : Onze heures sonnaient (Roma ore 11) de Giuseppe De Santis
- 1953 : Leur dernière nuit de Georges Lacombe
- 1953 : La Dame aux camélias  de Raymond Bernard d'après Alexandre Dumas fils
- 1953 : La Belle de Cadix de Raymond Bernard
- 1954 : Le Grand Jeu de Robert Siodmak
- 1955 : Les Fruits de l'été de Raymond Bernard
- 1955 : Bel Ami de Louis Daquin
- 1955 : Les Grandes Manœuvres de René Clair
- 1955 : Les Diaboliques de Henri-Georges Clouzot
- 1956 : La Fille de l'ambassadeur (The Ambassador's Daughter) de Norman Krasna
- 1956 : Les Aventures de Till l'espiègle de Gérard Philipe et Joris Ivens
- 1956 : Michel Strogoff de Carmine Gallone d'après Jules Verne
- 1957 : Porte des Lilas de René Clair
- 1957 : Pot-Bouille de Julien Duvivier d'après Émile Zola
- 1959 : Le Chemin des écoliers de Michel Boisrond d'après Marcel Aymé
- 1960 : La Rabouilleuse de Louis Daquin d'après Honoré de Balzac
- 1960 : Recours en grâce de László Benedek
- 1961 : Tout l'or du monde de René Clair
- 1962 : Le Jour le plus long (The Longest Day), de Ken Annakin, Andrew Marton et Bernhard Wicki
- 1962 : Les Quatre Vérités
- 1962 : La Croix des vivants de Yvan Govar
- 1963 : Symphonie pour un massacre
- 1964 : La Rancune de Bernhard Wicki
- 1965 : Trois Chambres à Manhattan de Marcel Carné
- 1967 : J'ai tué Raspoutine de Robert Hossein
- 1967 : Diaboliquement vôtre de Julien Duvivier
- 1968 : Phèdre de Pierre Jourdan

## Publication
- Léon Barsacq, Le Décor de film : 1895-1969, préface de René Clair, Paris, Seghers, 1970 ; réédition Henri Veyrier, 1985